# Andreas Reischek
Andreas Reischek (Linz, 15 settembre 1845 – Linz, 3 aprile 1902) è stato un ornitologo, naturalista e tassidermista austriaco, celebre per i suoi viaggi di spedizione alla ricerca di nuove specie in Nuova Zelanda, ma anche per vari episodi di profanazione di tombe che effettuò laggiù. La sua opera fu di grande aiuto per la comprensione della biologia e della distribuzione dell'avifauna neozelandese.

## I primi anni
Reischek nacque a Linz (Austria). Dopo aver frequentato la scuola per alcuni anni, lavorò come apprendista di un fornaio e sviluppò un grandissimo interesse verso la storia naturale, iniziando anche ad impratichirsi nelle tecniche di tassidermia. Nel 1866 combatté nel Tirolo durante la Terza guerra di indipendenza italiana; prima di lavorare come tassidermista a Vienna fu anche guardacaccia e guida alpina. Il 5 maggio 1875 sposò Adelheid Hawlicek.

## In Nuova Zelanda
Nel 1877 Reischek venne scelto come aiutante da Ferdinand von Hochstetter per compiere un viaggio di due anni in Nuova Zelanda per conto del Museo di Canterbury di Christchurch, allora sotto la direzione di Julius von Haast.
Gran parte dei primi lavori di Reischek in Nuova Zelanda vennero svolti nei musei di Christchurch, Auckland e Wanganui, ma, dopo la scaduta del suo contratto di due anni, effettuò, nel corso dei dieci anni successivi, varie spedizioni alla ricerca di campioni naturalistici, sia neozelandesi che delle isole subantartiche, raccogliendo moltissimi campioni biologici ed etnografici, compresi crani e cadaveri mummificati di maori che depredò nei siti di seppellimento. Nelle sue spedizioni era costantemente accompagnato dal suo cane Caesar, che gli salvò la vita in più di una occasione.
Reischek raccolse esemplari non solo per i musei, ma, soprattutto, per sé stesso. Le sue raccolte ornitologiche vennero in seguito aspramente criticate per alcune azioni di saccheggio: ad esempio, sull'Isola della Piccola Barriera, sparò a 150 esemplari del raro uccello chirurgo, una specie che a quei tempi era già estinta altrove. Dotato di un fisico robusto e di ottima salute, Reischek era anche un buon linguista e imparò rapidamente sia l'inglese che il māori. Nel 1885 venne eletto membro della Linnean Society di Londra.

## Gli ultimi anni
Quando Reischek ritornò in Austria, nel 1889, portò con sé un'enorme collezione personale composta da più di 14.000 esemplari. I soli campioni ornitologici, comprendenti anche molte specie attualmente estinte, come l'huia, erano più di 3000 e costituiscono tuttora una delle più complete raccolte di uccelli della Nuova Zelanda. Successivamente questa collezione venne venduta ad alcuni amici e conservata presso il Museo Imperiale di Storia Naturale di Vienna.
Due anni dopo il ritorno, sua moglie mise al mondo un figlio, Andreas. Nel 1892 gli venne richiesto di supervisionare la fondazione del Museo Francis-Caroline di Linz, sua città natale, dove morì nel 1902. Il suo nome viene commemorato dal parrocchetto di Reischek, endemico delle Isole Antipodi, un gruppo insulare appartenente alla Nuova Zelanda.